# Mistrzostwa Polski w Szermierce 2022
Mistrzostwa Polski w Szermierce 2022 – 93. edycja indywidualnie i 82. edycja drużynowych mistrzostw Polski odbyła się w dniach 7-8 maja w Gdańsku (floret), 14-15 maja w Warszawie (szabla) i 21-22 maja w Trzebnicy (szpada).

## Medaliści

### kobiety
| Konkurencja:            | Złoto:                                                                              | Srebro:                                                                                     | Brąz:                                                                                             |
| Medalistki indywidualne |                                                                                     |                                                                                             |                                                                                                   |
| floret                  | Julia Walczyk (AZS UAM Poznań)                                                      | Martyna Jelińska (AZS AWF Poznań)                                                           | Martyna Długosz (AZS UAM Poznań) Renata Tomczak (IKS Leszno)                                      |
| szabla                  | Zuzanna Cieślar (Zagłębiowski Klub Szermierczy)                                     | Małgorzata Kozaczuk (AZS AWF Warszawa)                                                      | Zuzanna Lenkiewicz (Zagłębie Sosnowiec) Sylwia Matuszak (KKSz Konin)                              |
| szpada                  | Renata Knapik-Miazga (AZS AWF Kraków)                                               | Gloria Klughardt (AZS AWF Kraków)                                                           | Zofia Janelli (AZS Wratislavia) Kamila Pytka (AZS AWF Warszawa)                                   |
| Medalistki drużynowe    |                                                                                     |                                                                                             |                                                                                                   |
| floret drużynowo        | KS AZS-UAM Poznań Marika Chrzanowska Martyna Długosz Hanna Łyczbińska Julia Walczyk | AZS AWF Poznań Martyna Jelińska Antonina Lachman Aleksandra Nowakowska Aleksandra Wieczorek | UKS de la Salle Gdańsk Natalia Gołębiowska Karolina Murawska Malwina Kołodziejczyk Marta Oklińska |
| szabla drużynowo        | KKSz Konin Sylwia Matuszak Natalia Nowinowska Małgorzata Zawodniak                  | Zagłębie Sosnowiec I Zuzanna Lenkiewicz Paulina Porada Zuzanna Porada Marta Puda            | ZKS Sosnowiec Zuzanna Cieślar Julia Cieślar Julia Dobińska Angelika Wątor                         |
| szpada drużynowo        | AZS AWF Kraków Barbara Brych Renata Knapik-Miazga Anna Polis Gloria Klughardt       | AZS Wratislawia Karolina Mazanek Anna Mroszczak Barbara Rutz Paulina Wilaszek               | AZS AWF I Warszawa Magdalena Gajowniczek Magdalena Pawłowska Sara Pytka Kamila Pytka              |

### mężczyźni
| Konkurencja:           | Złoto:                                                                                         | Srebro:                                                                                            | Brąz:                                                                         |
| Medaliści indywidualni |                                                                                                | |                                                                               |
| floret                 | Adrian Wojtkowiak (AZS AWF Poznań)                                                             | Andrzej Rządkowski (Wrocławianie)                                                                  | Adam Podralski (AZS AWFiS Gdańsk) Leszek Rajski (Wrocławianie)                |
| szabla                 | Krzysztof Kaczkowski (Zagłębiowski Klub Szermierczy)                                           | Piotr Szczepanik (MUKS VICTOR Warszawa)                                                            | Mateusz Knez (O.Ś. AZS Poznań) Marcel Broniszewski (MUKS Victor Warszawa)     |
| szpada                 | Maciej Bielec (AZS Wratislavia)                                                                | Mateusz Antkiewicz (AZS AWF Katowice)                                                              | Bartłomiej Szurlej (AZS Wratislavia) Mateusz Nycz (Piast Gliwice)             |
| Medaliści drużynowi    |                                                                                                | |                                                                               |
| floret drużynowo       | Wrocławianie Andrzej Rządkowski Maxime Tarasiewicz Leszek Rajski Paweł Szumielewicz            | AZS AWF Warszawa I Michał Biedrzycki Szymon Czartoryjski Jakub Surwiłło Jan Zakrzewski             | AZS AWFiS Gdańsk Piotr Borowiec Mateusz Kozak Piotr Kaśków Michał Siess       |
| szabla drużynowo       | MUKS VICTOR Warszawa Marcel Broniszewski Jakub Broniszewski Mikołaj Grzegorek Piotr Szczepanik | Zagłębiowski Klub Szermierczy I Tomasz Dominik Krzysztof Kaczkowski Michał Kochan Rafał Ziarnowski | KKSz Konin Hubert Glasner Kacper Nowinowski Adrian Stanisławski Olaf Stasiak  |
| szpada drużynowo       | AZS Wratislavia Maciej Bielec Wojciech Kolańczyk Michał Opałka Bartłomiej Szurlej              | PKSzerm Warszawa Jakub Cieślik Antoni Socha Jan Socha Bartłomiej Zbierada                          | AZS AWF Katowice Mateusz Antkiewicz Kasper Chyrek Kamil Huwer Jan Wenglarczyk |